# Daniel Lundgaard
Daniel Lundgaard (2 de julio de 2000) es un deportista danés que compite en bádminton. Ganó una medalla de bronce en el Campeonato Europeo de Bádminton de 2025, en la prueba de dobles.

## Palmarés internacional
| Campeonato Europeo | Campeonato Europeo  | Campeonato Europeo | Campeonato Europeo |
| Año                | Lugar               | Medalla            | Prueba             |
| ------------------ | ------------------- | ------------------ | ------------------ |
| 2025               | Horsens (Dinamarca) | Medalla de bronce  | Dobles             |